# 上廣哲治
上廣 哲治 （うえひろ てつじ）は、日本の社会運動家。実践倫理宏正会会長。上廣倫理財団会長。東京都出身。

## 経歴
東京都出身。実践倫理宏正会名誉会長である上廣榮治の長男として生まれ、実践倫理宏正会に入り、理事となる。
2016年（平成28年）6月に実践倫理宏正会会長に就任。また同時に上廣倫理財団会長に就任。

## 著書
- 『倫理的叡智を求めて』（2007年、東洋館出版社）